# Nedelea, Prahova
Nedelea (mai vechi, Chesaru) este un sat în comuna Ariceștii Rahtivani din județul Prahova, Muntenia, România.
Așezarea este atestată documentar în 1792.
Nedelea este un sat situat la 21 km de orașul Ploiești, în direcția Târgoviște. Satul se află în comuna Ariceștii Rahtivani, localitățile fiind despărțite de un canal de irigații al râului Prahova. Nedelea este conectată la rețeaua de apă potabilă a comunei și la rețeaua de gaz natural. Zona este de șes, dar ca altitudine mai ridicată decât nivelul râului Prahova, astfel că nu s-au înregistrat inundații în ultimii 25 de ani.
Numele satului Nedelea provine de la Sfanta Nedelea (slavona, kiriachi în limba greaca, adica sarbatoarea duminicii, pe care Biserica Ortodoxa o praznuieste pe 7 iulie. O alta legenda mentioneaza faptul ca, pe aceste locuri locuia o hangita cu numele Nedelea, pe care au găsit-o aici cele câteva familii de oieri care au venit din județul Buzău și s-au instalat aici, pe moșia Filipescu. despre același episod se spune, într-un înscris, nedatat, aflat în arhiva primăriei Ariceștii Rahtivani, se spune: "În anul 1792, câteva familii de români din Transilvania au trecut cu oile în Țara Românească și s-au așezat pe moșia Baba-Ana, din județul Buzău, proprietatea hatmanului Mihăiță Filipescu. Și fiindcă acolo suferea de lipsă de apă pentru vite, în anul 1793, cu voia proprietarului s-au instalat pe moșia Filipescu." 
Localitatea a avut rang de comună, desființată în 1950.